# 伊桑·恩布里
伊桑·恩布里（英語：Ethan Embry，1978年6月13日—）是美國的一位演員。他最著名的作品是在2006年Showtime電視劇兄弟情中飾演Declan Giggs角色。